# Pleuropasta
Pleuropasta (неп. =Pleurospasta) — маленький по численности видов род нарывников, насчитывающий всего 2 вида.

## Распространение
Распространены на территории США, Центральной и Северной Мексике.

## Перечень видов
- Pleuropasta mirabilis (Horn, 1870) typus[1]
- Pleuropasta reticulata Van Dyke, 1947[1]